# 2001: Vesoljska odiseja (film)
2001: Odiseja v Vesolju (izvirno angleško 2001: A Space Odyssey) je znanstvenofantastični film režiserja in producenta Stanleyja Kubricka iz leta 1968, posnet po istoimenskem romanu Arthurja Charlesa Clarkea 2001: Vesoljska odiseja (2001: A Space Odyssey). Film se sooča s temami, kot so človeška evolucija, tehnologija, umetna inteligenca in zunajzemeljsko življenje. Znan je predvsem po znanstvenem realizmu, pionirstvu na področju posebnih učinkov, provokativnem ambicionizmu in pogosto neresničnih prizorih ter minimalni uporabi dialoga.
Kljub različnim ocenam ob svetovni premieri je danes s strani kritikov in občinstva film razglašen za enega najboljših vseh časov. Leta 2002 so ga kritiki revije Sight & Sound uvrstili med deset najboljših vseh časov, med katerimi je tudi edini ZF film. Nominiran je bil za štiri oskarje, prejel pa enega za vizualne učinke.

## Vsebina
Naslovna scena se začne, ko planet Zemlja vzide nad Luno, medtem ko se Sonce dviga nad Zemljo.
Pripoved o človeku je naslov uvoda v film, ki prikazuje afriško puščavo, v kateri se skupina prazgodovinskih opic (ljudi) v suhi puščavi bori za preživetje. Nekega jutra se na njihovem območju pojavi črn, skrivnosten, pravokoten monolit (napredni stroj, ki so ga zgradila zunajzemeljska bitja), in nemirne opice ga odkrijejo. Takoj potem pa osamljeni človek opica Daniel Richter v slavni sceni iznajde prvo orodje, ko dvigne kost mrtve živali in odkrije, da jo lahko uporabi kot orodje, s katerim lahko zdrobi druge kosti, in tudi kot orožje proti pripadniku svoje vrste. Ta človek opica zdaj delno stoji in svojo skupino pred njihovim jezerom (pitnim zajetjem) brani pred drugo sovražno skupino opic - te s kostmi potolčejo do smrti. Zmagovalni človek opica vrže v zrak kosti in na tej točki film preskoči v prihodnost na satelit v orbiti.
2. sekvenca: Pan, ameriško vesoljsko plovilo z dr. Heywoodom R. Floydom (William Sylvester) na krovu, se spoji z vesoljsko postajo v zemeljski orbiti. Iz nje Floyd videotelefonira svoji hčeri (Vivian Kubrick) na Zemlji. Potem obišče staro prijateljico Eleno, eno izmed sovjetskih znanstvenic na postaji. Ko pove, da potuje v ameriško bazo v Klavijski krater, eden od Sovjetov, dr. Andrei Smyslov (Leonard Rossiter), vpraša, zakaj nihče ni mogel vzpostaviti stika s Claviusom, češ da Clavius ni hotel izdati dovoljenja za zasilni pristanek sovjetskega plovila, kar je v nasprotju z mednarodnimi pravili. Floyd je presenečen, ko pa Smyslov pritisne nanj in izrazi skrb, da se iz Claviusa na Sovjetsko bazo lahko razširi resna, neznana epidemija, Floyd odvrne, da nima pooblastil za komentiranje.
Floyd v lunarju (ladji) odpotuje v bazo Clavius. Tam sreča znanstvenike in drugo osebje ter spregovori o pomembnosti skrivanja pravega razloga za sumljivo karanteno te baze. Vztraja, da bo prikrita zgodba o epidemiji in bazni komunikaciji ostala nespremenjena, dokler drugače ne odločijo nadrejeni iz Zemlje. Spomni jih na nevarnosti, ki bi jih razkritje prineslo. Floyd jih kljub temu opozori, da je potrebna previdnost in varnost.
Med kasnejšo vožnjo z Luninim avtobusom pogovor med Floydom in baznim upravljavcem razkrije, da sta odkrila neznan objekt, ki je bil na Luni namerno zakopan pred štirimi milijoni let. Na zunanji strani objekta se mu približajo znanstveniki in odkrijejo, da je natanko tak kot monolit, ki so ga odkrili ljudje opice; tako kot oni se Floyd dotakne gladke strani monolita. Znanstveniki se zberejo okrog monolita, da bi se z njim slikali, ko jih nenadoma zmoti visokofrekvenčni zvok, ki prihaja iz njihovih radijskih sprejemnikov.
Iz sprejemnikov se zasliši glas, ki pravi Odprava Jupiter: 18 mesecev pozneje. Na krovu ladje Discovery Ena, namenjene na Jupiter, sta dva pilota na odpravi, astronavta Dave Bowman (Keir Dulea) in Fran Poole (Gary Lockwood), in trije znanstveniki, ki »spijo« pri nizki temperaturi v popolnoma neaktivnem stanju telesa, da ne trošijo energije. Dave in Frank gledata TV program BBC o samih sebi, v kateri je predstavljen in intervjuvan »6. član« posadke na krovu, superračunalnik HAL 9000. Intervju razkrije, da ima superračunalnik napako. HAL 9000 je programiran tako, da lahko komunicira kot človek in ima celo čustva; pravzaprav so se astronavti naučili, da ga lahko sprejmejo kot še enega člana posadke z imenom »Hal«.
Med informativnim pogovorom z Daveom HALa zaskrbi skrivnostna odprava in ponovi govorice, »da so nekaj našli na Luni«. Ko Dave Halu predlaga, da je to njegovo zasliševanje del njegove reportaže o psihološkem stanju posadke, Hal nemudoma sporoči, da ima računalnik tehnično napako. Trdi, da je našel napako v komunikacijskem sistemu ladje. Zato Dave zapusti Discovery Z »EVA pod« plovilom, da bi odpravil napako na enoti AE-35, ampak pri nadaljnjem pregledu ni ugotovil nobene napake. Nadzorniki odprave nato sporočijo, da ima Hal napako pri predvidevanju okvar, nekaj nezaslišanega za serijo 9000. HAL predlaga še eno ponovitev odprave EVA in počakajo na napako; to bi razrešilo problem. Zaskrbljena Dave in Frank sta na skrivaj diskutirala o HALovi vprašljivi zanesljivosti. Na koncu sta se strinjala, da ga bosta izklopila, ker to ne bo vplivalo na enoto AE-35, kot je predvidel HAL. Nista pa vedela, da jima je HAL bral z ustnic.
Ko Dave gleda znotraj Discoveryja, odide v EVO in nazaj namesti original enoto AE-35. Medtem pa HAL prevzame kontrolo nad EVO in Franku zmanjša količino kisika. Dave hitro zapusti ladjo, da bi rešil Franka, vendar pozabi vzeti vesoljsko čelado. Medtem ko je Dave zunaj, HAL ubije tri mirujoče in speče znanstvenike, tako da jim odklopi osnovne življenjske funkcije (sisteme).
Ko se Dave vrača  na ladjo s Frankovim truplom, mu HAL prepreči vstop. Pove mu, da je vedel za njun načrt o njegovem izklopu in da je ta odprava preveč pomembna, da bi jo kakšen človek uničil. Potem prekine pogovor. Potem ko Dave izpusti Frankovo telo, odpre zračna vrata, ki omogočajo prehod iz vesolja na ladjo, in aktivira zasilno ročko. Eksplozijska dekompresija ga skoraj posesa nazaj ven, kjer je brez čelade izpostavljen vakuumu, ampak vseeno uspe zapreti vrata in deaktivirati dekompresijo.
Ko je Dave v ladji na varnem, Vstopi v HALov »logični spominski center«. Sedaj se na računalnik na vse pretege trudi pogajati z Daveom, le ta začne izklapljati njegove glavne funkcije. HAL protestira in se upira, a počasi ugasne in utihne. Nenadoma se zavrti že prej posneti video dr. Floyda, ki pojasni pravi namen te odprave – to je raziskati neznan signal, ki je bil iz Jupitra poslan na Luno. Floyd sklene da je bila skrivnost te odprave znana samo HALu, dokler ladja ni prišla v Jupitrovo orbito.
Zaključek: Sporočilo se glasi »Jupiter in vse kar je povezano z njim«. Tretji monolit je viden v orbiti okrog Jupitra. Ko se planet in njegove lune začnejo približevati, Dave zapusti Discovery in vstopi na »EVA pod«, da malce razišče to situacijo. Zdi se, kot da potuje v širne daljave in čas vsemirja skozi »Zvezdna Vrata« skozi tunel, poln različnih barv, prizorov in zvokov. Ko pride čez to neznano pokrajino vsemirja, prileti Bowman v futuristično sobo v slogu Ludvika XVI., ki je bila opremeljena kot znan hotel v Londonu. Ko gre Bowman skozi sobo, se vsekozi vidi, kako se stara, najprej v skafandru, potem v halji, sedeč za dobro obloženo mizo. Starejši Dave pomotoma vrže njegov kozarec na tla, in prekine tišino. Ko počasi dvigne pogled, se vidi na smrtni postelji, ko se mu pri nogah prikaže zadnji, četrti monolit. Dave počasi seže proti monolitu in se transformira v zarodek - kot bi se približal krogu v vesolju v »Zvezdnega Otroka«. Film se nenadoma vrne v vesoljski prostor med Luno in Zemljo. Ko »Zvezdni Otrok« plava po vesolju, začne drveti proti Zemlji.

## Filmska glasba
Ta film je znan predvsem po fantastični, senzacionalni, pompozni skladbi nemškega skladatelja Richarda Straussa z naslovom »Tako je govoril Zaratustra« iz leta 1896. V filmu se pojavi trikrat; na začetku, koncu in v slavni sceni kjer opica tolče s kostmi. Poleg te skladbe je v njej še skladba Johanna Straussa (»Na lepi modri Donavi«) in glasba Hačaturjana. Te in še druge skladbe nazorno prikažejo dogajanje v filmu.
V nekem intervjuju je Stanley Kubrick dejal, da noben novodobni filmski skladatelj ni tako dober kot sta Beethoven in Mozart, zato uporablja glasbo teh komponistov.

## Snemanje
Film se je začel snemati konec leta 1965 in končal 1968, saj je bil narejen z izjemno preciznostjo in natančnostjo. Najprej so snemali v filmskem studiu Shepperton v Angliji potem pa v Britanskem studiu MGM, kjer so posneli najbolj zahtevne filmske učinke.

## Posebni učinki
Tudi na področju posebnih učinkov so bili pionirji. Še danes velja ta film za enga izmed najboljših na tem področju.

## Filmske nagrade

### Oskarji
| nagrada za najboljše | Prejemnik                                 |
| -------------------- | ----------------------------------------- |
| vizualne učinke      | Stanley Kubrick                           |
| Nominacije za:       |                                           |
| najboljši scenarij   | Stanley Kubrick Arthur C. Clarke          |
| za fotografijo       | Anthony Masters Harry Lange Ernest Archer |
| za najboljšo režijo  | Stanley Kubrick                           |

+
- nagrade Bafta
- nagrade Hugo ...